# El primer maestro
El primer maestro (en ruso: Первый учитель, Pervy uchítel) es una película dramática de 1965 dirigida por Andréi Konchalovski. Es su primer largometraje, basado en la novela epónima de Chinguiz Aitmátov.

## Trama
La acción tiene lugar en los años comprendidos entre 1924 y principios de los años 50 en el aúl (pueblo fortificado) kirguís de Kukureu.
La Guerra Civil Rusa acabó no hace mucho tiempo. Diuishen, miembro del Komsomol y exsoldado del Ejército Rojo, llega a Kukureu como nuevo maestro del pueblo. Su entusiasmo para traer las ideas nuevas se enfrenta al momento a la forma de vida tradicional de Asia Central. El exsoldado trata de aumentar la alfabetización a esta área aislada y de población musulmana, cuyos residentes no permiten que las niñas vayan a la escuela. Posteriormente, conoce a Altynai, una chica analfabeta de 15 años que manifiesta su interés por estudiar, pero su tía la vende a un cacique rico y poderoso. La escuela es quemada y luego reconstruida con árboles centenarios, convirtiéndose en el orgullo de la población local.

## Reparto
- Bolot Beyshenaliyev como el maestro de escuela Diuishen.[2]
- Natalya Arinbasarova como Altynai.[3]
- Idris Nogajbayev como Narmagambet.[4]
- Darkul Kuyukova como Koltynai.[5]
- Kirey Zharkimbayev como Kartynbai.

## Galardones
- Medalla de plata y Copa Volpi a la Mejor Actriz en el Festival de Cine de Venecia (1966) - Natalia Arinbasarova
- Premio Jussi al Mejor Director Extranjero, Finlandia, 1973[6]